# Эрекция клитора

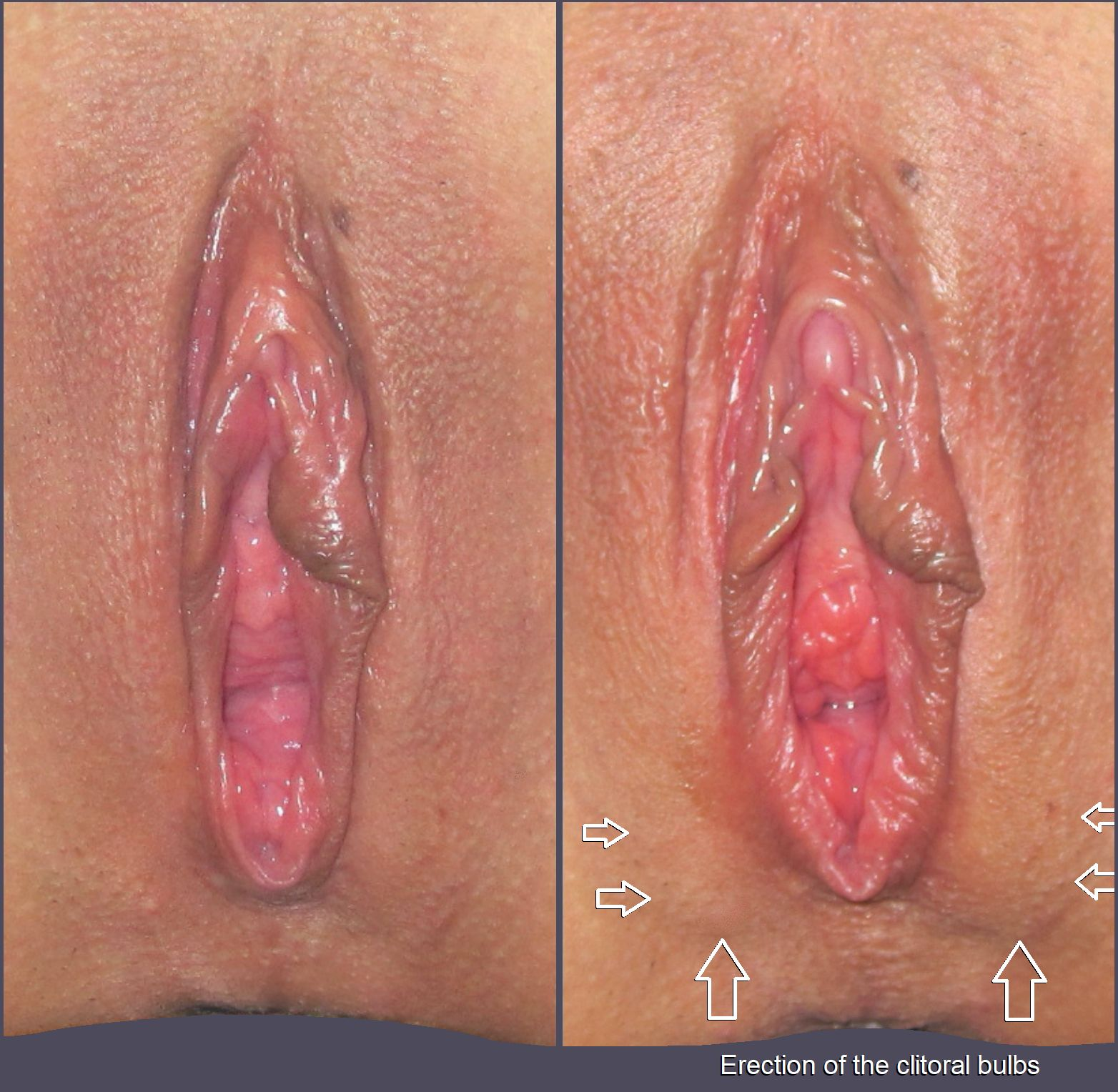
Фото слева: Легкое сексуальное возбуждение. Справа: Сильное сексуальное возбуждение с эрекцией вестибулярных луковиц по обеим сторонам вагинального отверстия и обнаженной головкой клитора.

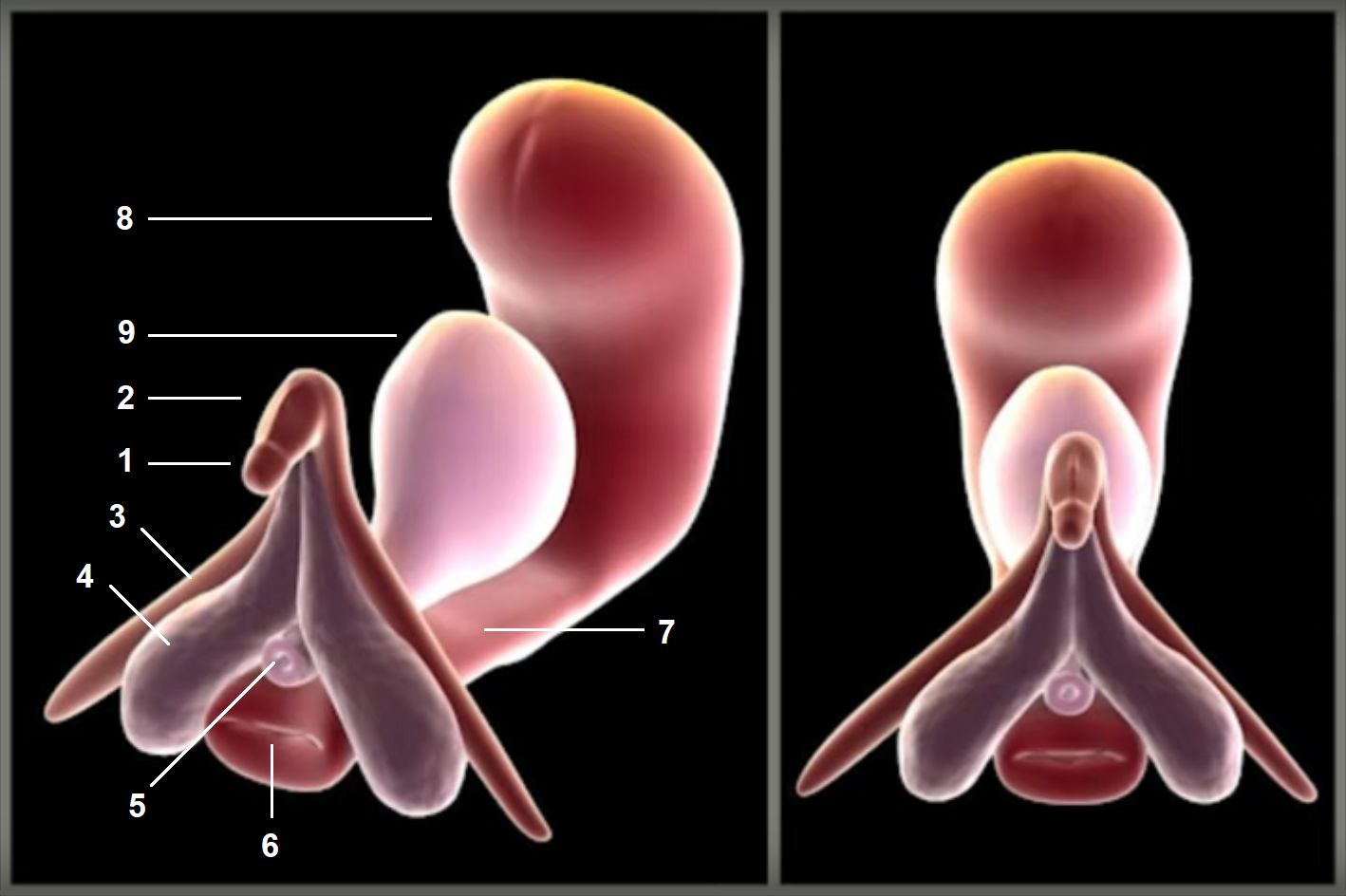
3-D изображение клитора в эрегированном состоянии (с окружающими органами - маткой и мочевым пузырем).

Эрекция клитора — физиологическое явление, при котором клитор увеличивается в размерах и твердеет. Эрекция клитора является результатом сложного взаимодействия психологических, нервных, сосудистых и эндокринных факторов и, как правило, хотя и не исключительно, связана с сексуальным возбуждением.
Эрекция клитора происходит, когда кавернозные тела, расширяемые структуры эрекции, начинают наполняться артериальной кровью. Это может быть результатом любого из различных физиологических стимулов, в том числе сексуальной стимуляции и сексуального возбуждения. Экструзия головки клитора и истончение кожи повышают чувствительность к физическому контакту. После прекращения сексуального возбуждения или с достижением женщиной оргазма эрекция обычно заканчивается, но это может занять некоторое время.

## Объяснение явления

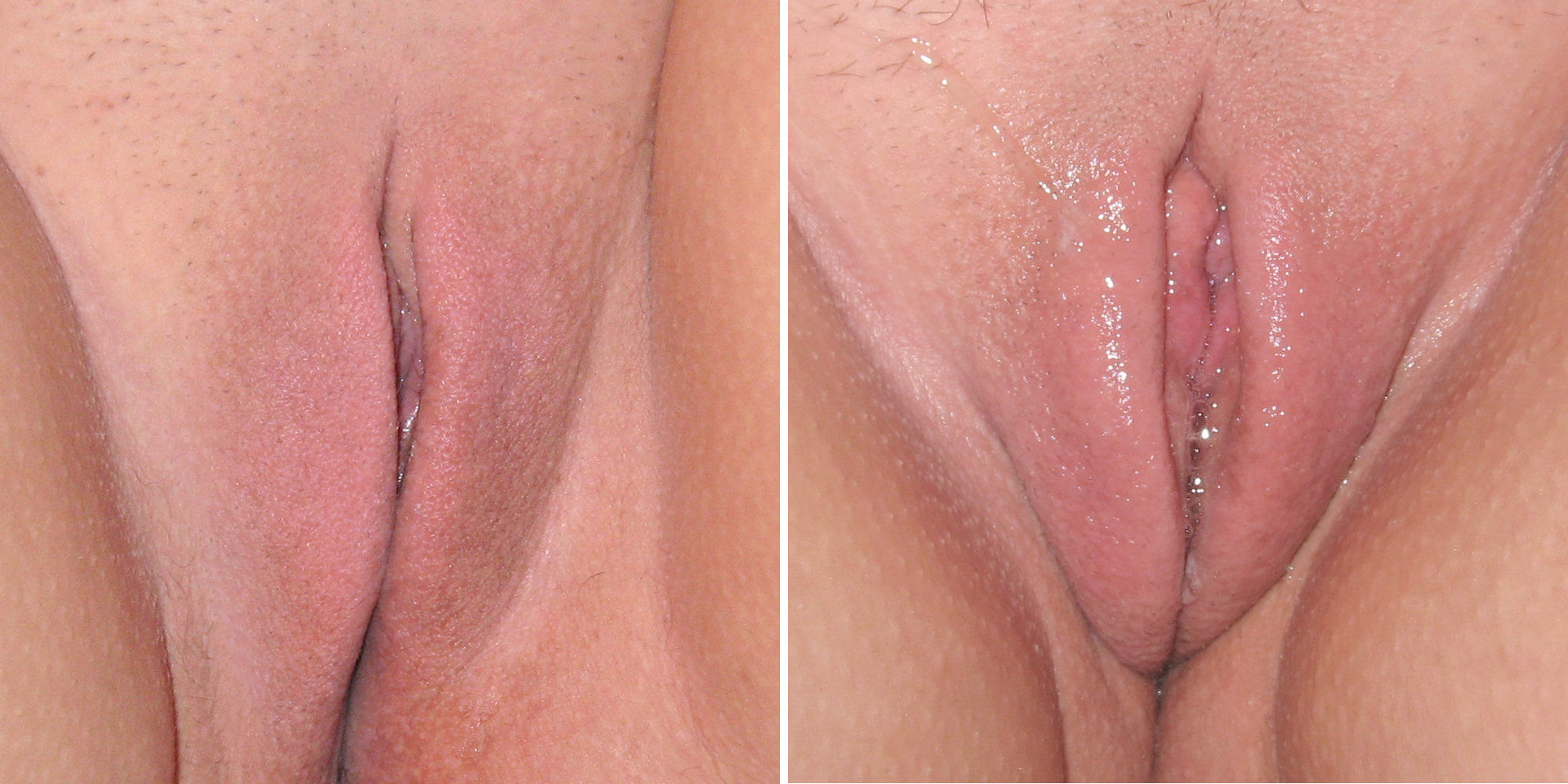
Вульва в обычном (слева) и возбуждённом состояниях

Клитор — гомолог полового члена у женщины. Часть, видимая снаружи, колеблется в размерах от нескольких миллиметров до одного сантиметра и в спокойном состоянии скрыта в верхней губной складке. Любой тип воздействия может увеличить приток крови к этому органу, что приводит к повышенному выделению секрета смазки влагалища. Существует множество способов стимуляции клитора.

## Признаки возбуждения клитора
Главным признаком возбуждения клитора является появление вагинальной смазки. Другие признаки могут включать в себя эрекцию сосков и длительное расслабление тела.

## Форма и размер
Эрегированный клитор может иметь различные формы и углы подъёма, начиная от маленьких и маловыступающих и до крупных и сильно выступающих за пределы половых губ. Как правило, размер эрегированного клитора фиксированный на протяжении всей взрослой жизни.

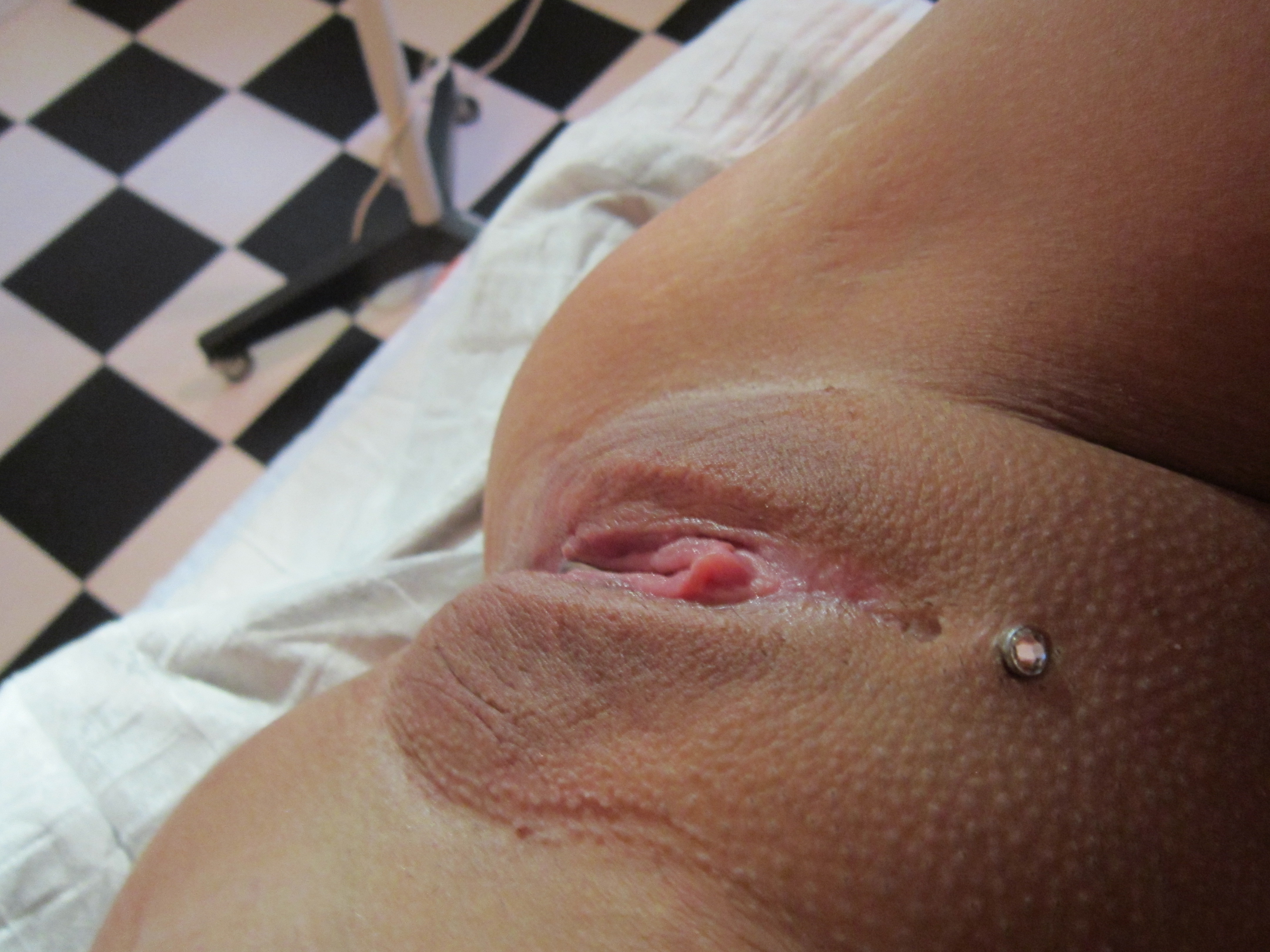
Лабиапластика с хирургическим обнажением клитора и пирсингом. Головка клитора небольшого размера

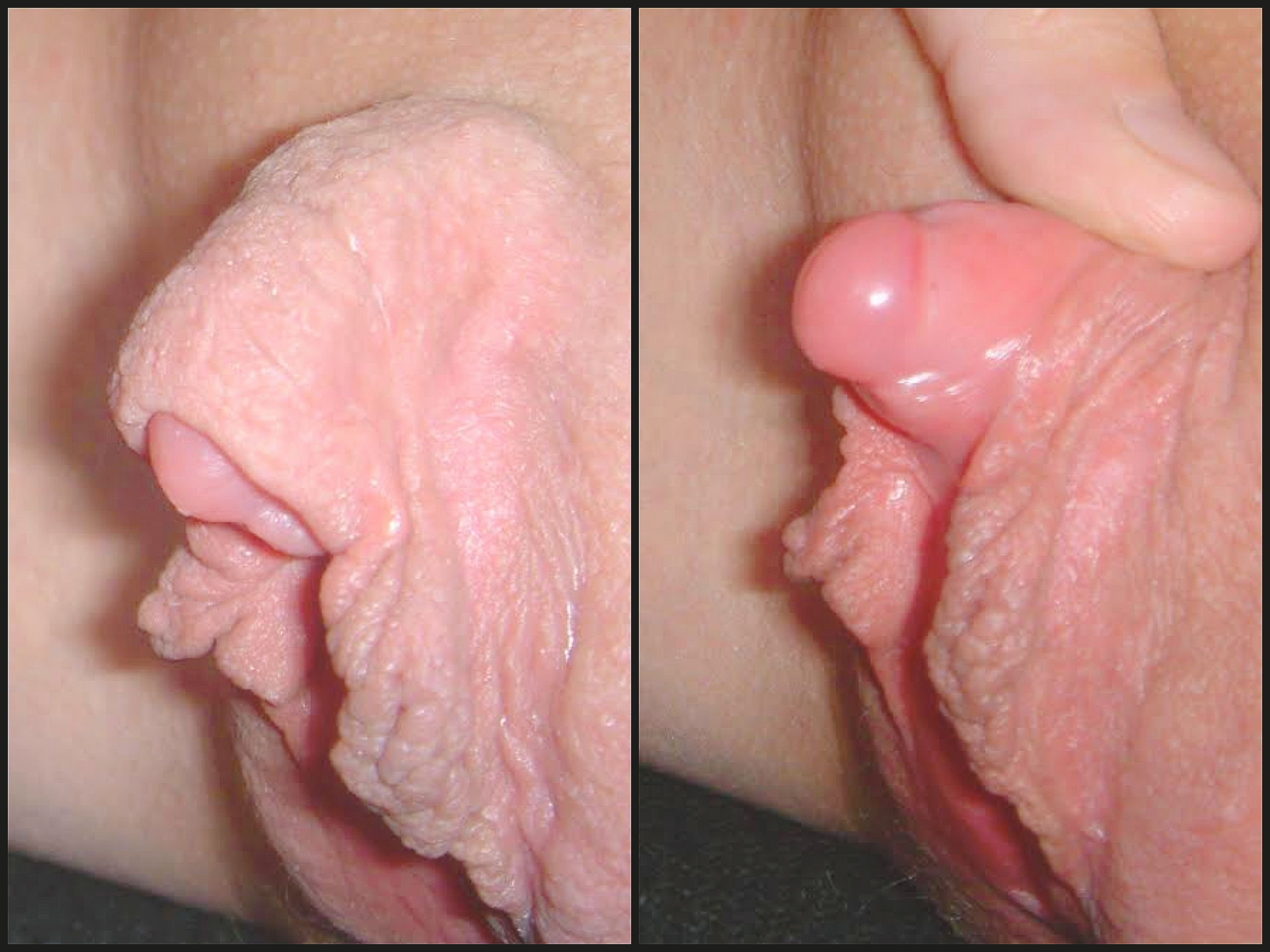
Эрекция клитора при клиторомегалии

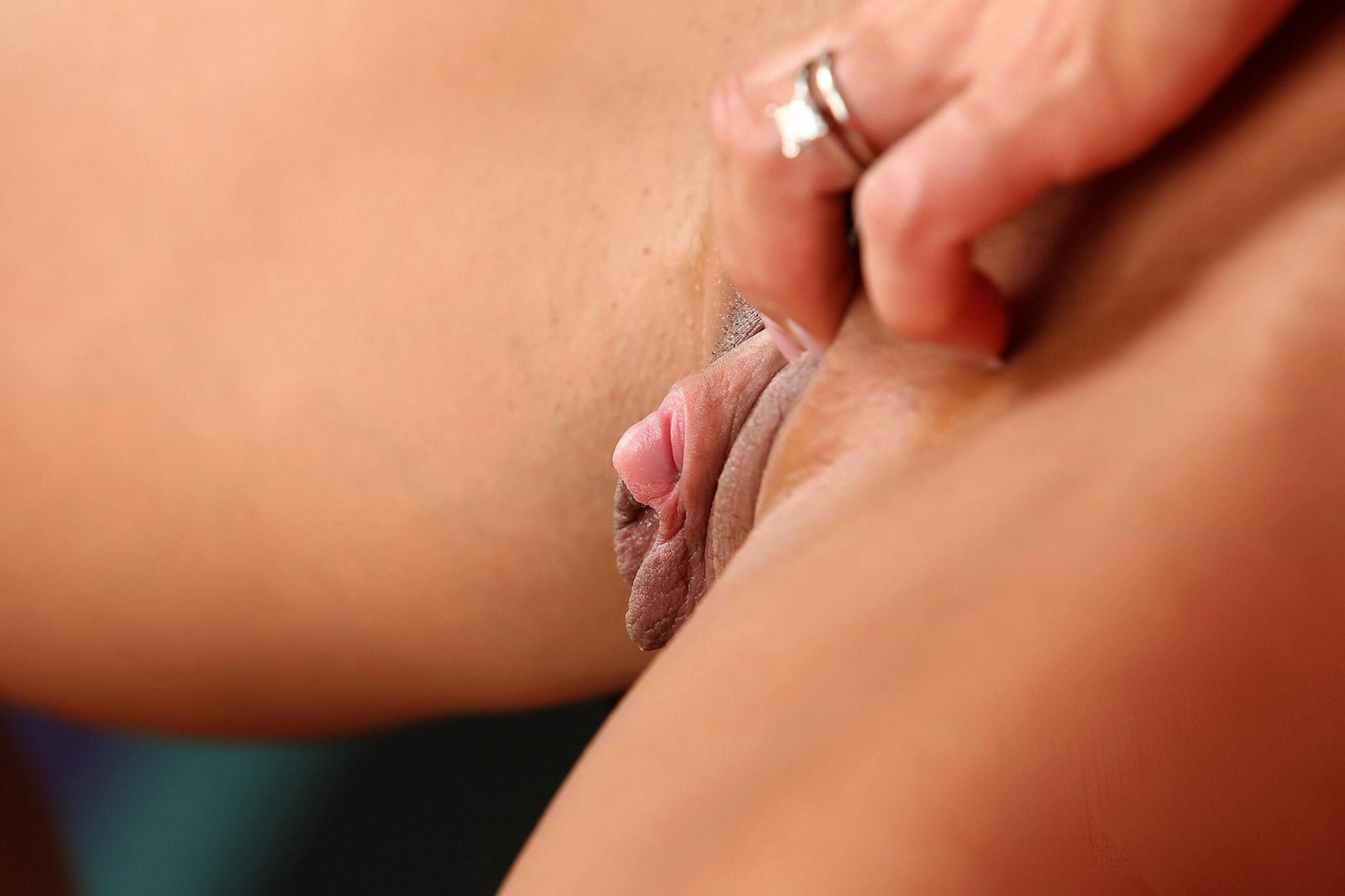
Эрекция клитора при клиторомегалии

## Приапизм
Эрекция клитора, которая не спадает, является формой приапизма и называется клиторизмом. Это болезненное состояние, когда клитор испытывает периодические эрекции.
Клиторизм является чрезвычайно редким заболеванием и вызван в основном приёмом различных лекарств. Эффективное терапевтическое лечение клиторизма проводится с помощью внутривенного приема альфа-агонистов, в целом лечение похоже на лечение приапизма.

## Ночное набухание клитора
Явление, сопровождающееся приливом крови к клитору во время сна, носит название «ночное набухание клитора».